# ボンバルディアInnovia APM 100

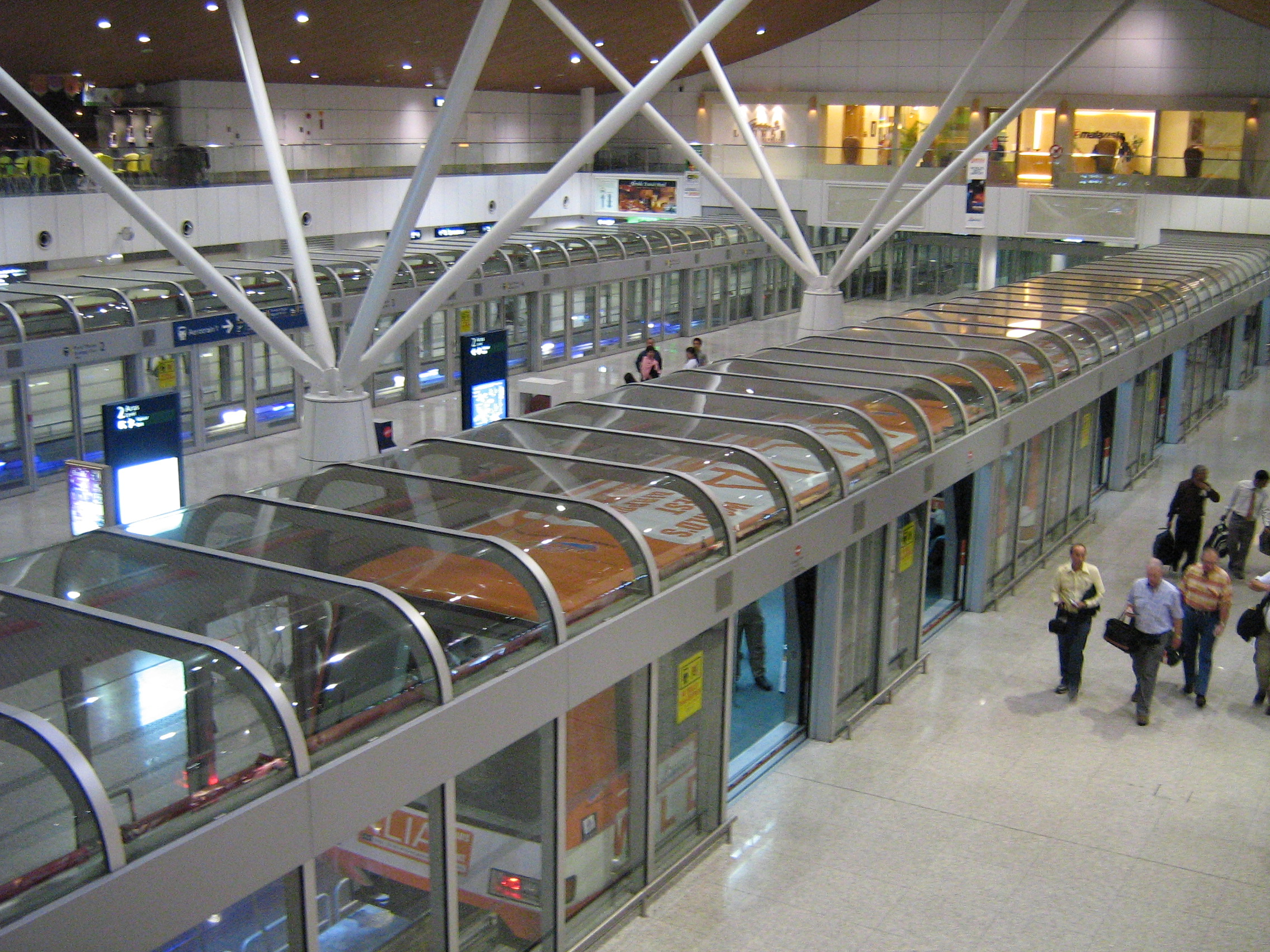
マレーシア・クアラルンプール国際空港のエアロトレインで運行中のInnovia APM 100。

Innovia APM 100は、以前はCX-100として知られており、町の空港連絡およびライトレールを主な目的として、アドトランツ（現・ボンバルディア・トランスポーテーション）によって最初に開発されたAutomated People Mover (APM) 車両である。
完全に自動化および無人化されており、自動列車制御装置 (ATC) によって運行されている。

## 概要
Innovia APM 100は、アドトランツの以前のPeople mover車両であった、アドトランツC-100が進化したものである。
ボンバルディアが意図するInnovia APM 100の後継車両は、ダラス・フォートワース国際空港のスカイリンクAPMとしてデビューするために製造されたInnovia APM 200（当初、単にInnoviaとして知られた）である。
しかしながら、Innovia APM 100がボンバルディアによって提供され続けており、今後も数年間多くの空港で運行中のままである。
多くの空港で使用されていることに加えて、Innovia APM 100はアメリカ合衆国フロリダ州ダウンタウン・マイアミの至る所を走行するマイアミ・メトロムーバー車両（アドトランツC-100と一緒に）として使用されている。

## 空港連絡
大規模な空港におけるターミナル内連絡のための一般的な鉄道車両であり、いくつかの空港で運行中である：
現行：
- エアロトレイン - クアラルンプール国際空港、マレーシア
- エアトレイン - サンフランシスコ国際空港、アメリカ合衆国
- 自動案内軌条式旅客輸送システム（英語版） - デンバー国際空港、アメリカ合衆国
- ターミナル3ピープル・ムーバー - 北京首都国際空港、中華人民共和国
- ピープル・ムーバー - アドルフォ・スアレス・マドリード＝バラハス空港、スペイン
- ピープル・ムーバー - マッカラン国際空港（ネバダ州ラスベガス）、アメリカ合衆国［運行中の2線、建設中の1線、計画中のラスベガスモノレール接続線がある］
- ピープル・ムーバー - ピッツバーグ国際空港、アメリカ合衆国
- サテライト・トランジット・システム - シアトル・タコマ国際空港、アメリカ合衆国
- スカイブリッジ - レオナルド・ダ・ヴィンチ空港、イタリア
- スカイライン - フランクフルト空港、ドイツ
- SMF全自動ピープル・ムーバー - サクラメント国際空港、アメリカ合衆国
- タンパ国際空港、アメリカ合衆国
- ターミナリンク - ジョージ・ブッシュ・インターコンチネンタル空港（テキサス州ヒューストン）、アメリカ合衆国
- ザ・プレーン・トレイン（英語版） - ハーツフィールド・ジャクソン・アトランタ国際空港、アメリカ合衆国
- トラックド・シャトル・システム - ロンドン・ガトウィック空港、イギリス[1]
- トラック・トランジット・システム - ロンドン・スタンステッド空港、イギリス

以前：
- スカイトレイン - シンガポール・チャンギ国際空港、シンガポール（2006年まで、現在は三菱クリスタルムーバー）

## マイアミ・メトロムーバー
アメリカ合衆国フロリダ州マイアミのメトロムーバーにて、ボンバルディアInnovia APM 100が使用されている。
システムの古いアドトランツC-100を置き換えるために、列車は2008年（平成20年）に導入された。
メトロムーバーは、空港以外で運行するためにInnovia APM 100を使用する、世界で数少ない鉄道システムの1つである。

## LRTブキ・パンジャン

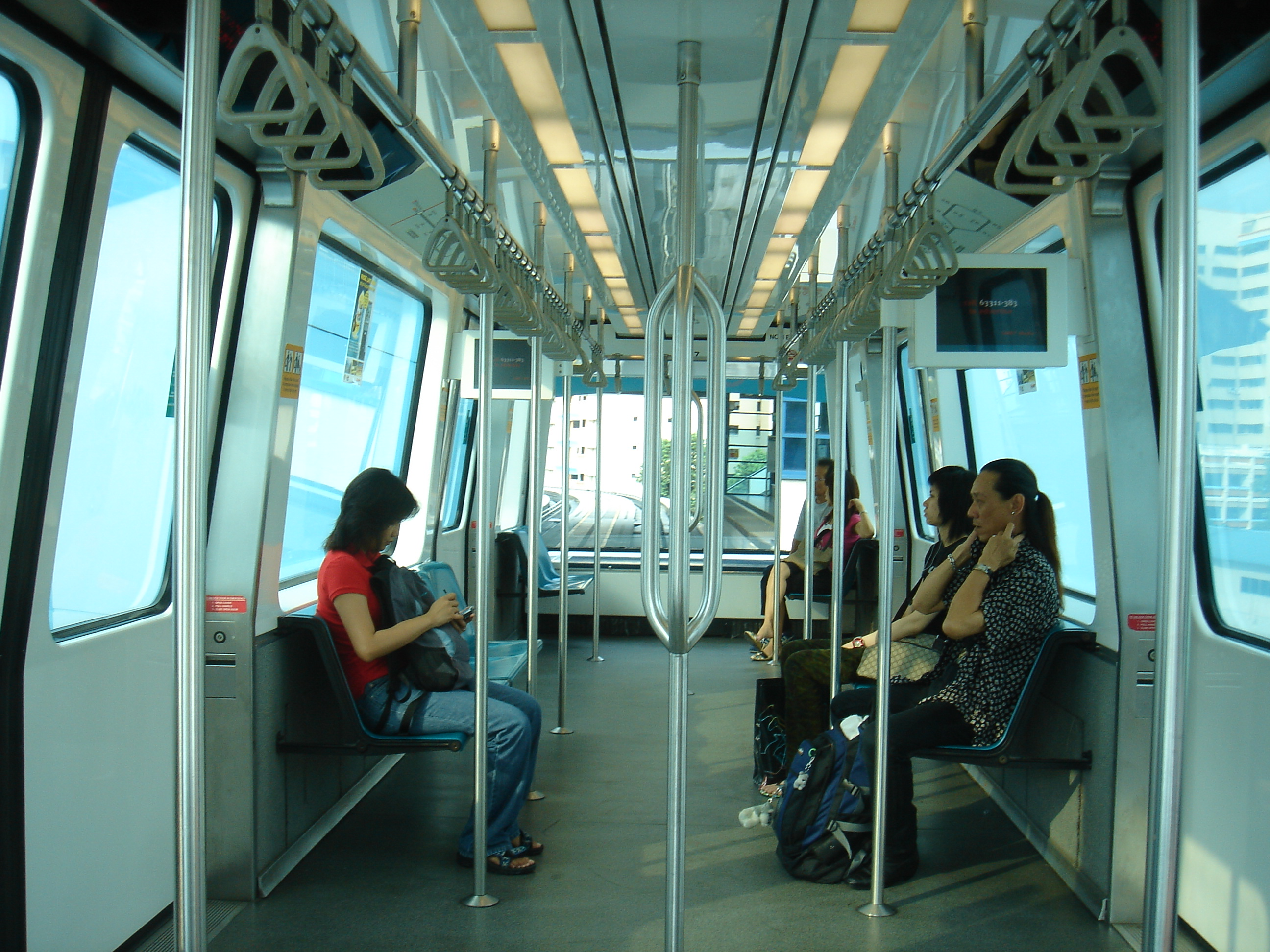
LRTブキ・パンジャン上のInnovia APM 100車の内装。

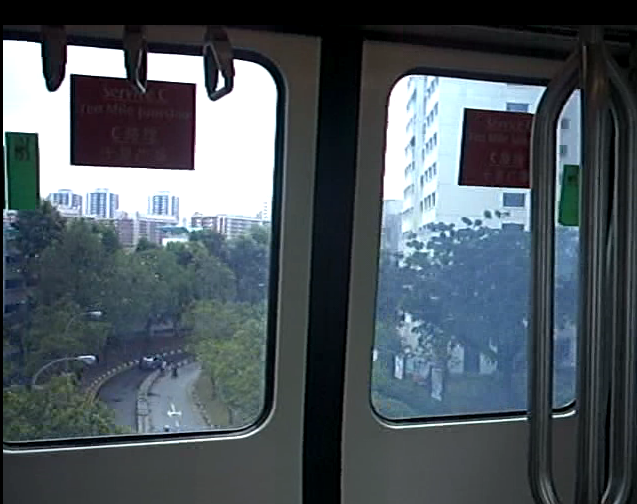
「曇らない」ときのLRTブキ・パンジャンの窓。

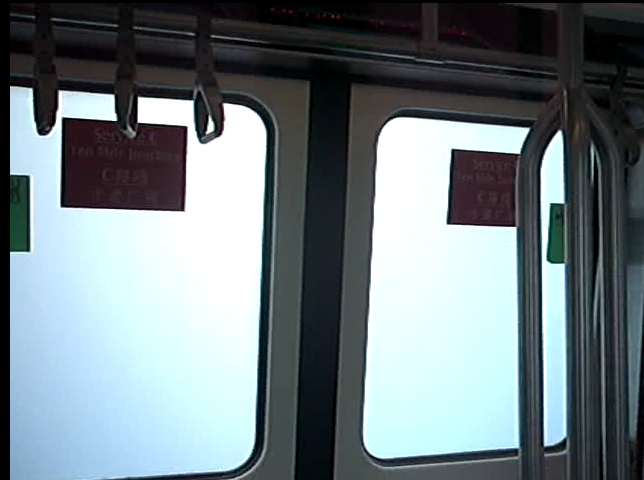
「曇る」ときのLRTブキ・パンジャンの窓。

Innovia APM 100は、1999年（平成11年）にLRTブキ・パンジャン線上で運行を開始した。
これらの車両は、ウェスティングハウスおよびアドトランツ（ボンバルディアが買収）によって共同製造され、かつて1990年代初頭にシンガポール・チャンギ国際空港のスカイトレインシステムで使用されていたC-100と類似している。
新しいMRT列車車両で利用可能な新機能の大部分は、ここでも見ることができる。
金属トラック上での金属車輪の代わりに、コンクリートトラック上での非常に静かなゴム・タイヤ車輪が使用されている。
また、居住者のプライバシーを確保するために（主に）HDBアパート一区画の6m内で窓が曇る。
19両の各車（ピーク時には、必要に応じてペアになって連結することができる）が購入された。
LRTブキ・パンジャン線は初年度に多数の技術的な問題で苦しんでおり、シンガポールのその後のLRT線では代わりにクリスタルムーバーを使用している。
LRTブキ・パンジャン線のピーク時の混雑を50%緩和するために、列車車両がもう13両増備された。